# Kunstteich Wettelrode
Der Kunstteich Wettelrode ist ein ehemaliger Kunstteich des Kupferbergbaus nördlich von Wettelrode. Er wurde 1728 zur Versorgung des Carolusschachtes mit Aufschlagwasser angelegt.
In der Gegenwart ist der Kunstteich als Speicher Wettelrode in das System der Talsperren des Talsperrenbetriebs Sachsen-Anhalt eingebunden.

## Geschichte
Im Jahre 1729 wurde im Tal zwischen dem Heineckeröder Berg und dem Kriegsholz der Heineckeröder Teichdamm angelegt. Er versorgte die Wasserkünste auf dem Kamp und am Heiligenborn mit Aufschlagwasser. 1843 wurde der Damm erneuert und erhöht, so dass das Volumen des Teiches auf etwa 195.000 m³ anstieg. Zur selben Zeit wurde eine 311 m lange Rösche durch den Kriegberg getrieben, durch die die Wässer dem Carolus- und dem Johannschacht zugeführt wurden.
Bereits 1850 wurde der Damm nochmals erhöht. Der Teich fasste nunmehr 208.500 m³ bei einer Wasserfläche von 4,57 ha.
Als der Carolusschacht 1880 verbrach, wurde auch das Aufschlagwasser aus dem Wettelröder Teich nicht mehr benötigt. Der Teich wurde in der Folge nicht mehr instand gehalten, was am 29. November 1939 nach starken Regenfällen zum Dammbruch führte. Der Grundablass wurde im Nachhinein als zu gering dimensioniert betrachtet und auch der Überlauf hatte eine zu geringe Durchflusskapazität, da 1938 Fischrechen eingebaut worden waren. Dadurch wurde die Dammkrone überströmt, wodurch dieser in der Folge brach. Der Dammbruch verursachte eine Überschwemmung in Großleinungen, mit hohen Sachschäden und Verlusten an Vieh. Menschenleben waren glücklicherweise nicht zu beklagen. Vermutlich bedingt durch den Zweiten Weltkrieg wurde der Damm erst 1952 repariert.

## Tourismus
Der Kunstteich liegt am Karstwanderweg und ist eine Station des Bergbaulehrpfades Wettelrode. Hier befindet sich eine Gaststätte. Der Teich ist ein Naherholungsgebiet und wird zum Angeln und Baden genutzt.